# Linia kolejowa Ryga – Ērgļi
Linia kolejowa Ryga – Ērgļi – linia kolejowa na Łotwie łącząca stację Rīga Preču ze stacją Saurieši. Dawniej linia biegła do stacji Ērgļi. Linia wykorzystywana jest wyłącznie w przewozach towarowych.
Linia jest niezelektryfikowana i jednotorowa.

## Historia
W 1935 wybudowano linię z Rygi do Suntaži i w 1937 przedłużono ją do Ērgļi (łącznie ok. 90 km). W planach było jej dalsze przedłużenie przez Madonę do Kārsavy, na dawnej Kolei Warszawsko-Petersburskiej, jednak wybuch II wojny światowej pokrzyżował te plany. Po wojnie już do nich nie powrócono.
W chwili rozpadu Związku Sowieckiego linia była już technicznie przestarzała. Względy bezpieczeństwa wymusiły na niektórych odcinkach ograniczenie szybkości pociągów do 25 km/h. W październiku 2007 na przejeździe kolejowo-drogowym w Cekule doszło do brzemiennego w skutkach zderzenia pociągu z samochodem ciężarowym. Z powodu braku pociągu, który mógłby zastąpić uszkodzony skład, 6 października 2007 podjęto decyzję o zawieszeniu ruchu pasażerskiego na linii, który nigdy już nie został przywrócony. Przed likwidacją połączeń składy na linii przewoziły średnio 20 pasażerów.
W 2009 podjęto decyzję o rozbiórce torów na odcinku Saurieši - Ērgļi. Prace przeprowadzono na jesieni tego roku, rozpoczynając od demontażu torowiska w Ērgļi i przesuwając się następnie w stronę Rygi.